# Doros destillatorius
Doros destillatorius är en tvåvingeart som beskrevs av Josef Mik 1885. Doros destillatorius ingår i släktet kronblomflugor, och familjen blomflugor.
Artens utbredningsområde är Italien. Inga underarter finns listade i Catalogue of Life.